# 加島淳
加島 淳（かしま じゅん、1908年（明治41年）9月1日 - 1990年（平成2年）5月1日）は、広島県出身の実業家。株式会社オーバルの創業者。

## 経歴
1908年（明治41年）9月1日、広島県佐伯郡水内村（現：広島市佐伯区）に生まれる。旧制修道中学校（現：修道中学校・高等学校）および旧制広島高等学校（現：広島大学総合科学部）を卒業し、東京帝国大学に進む。1933年（昭和8年）、東京瓦斯電気工業に入社。常務の内山直に手腕を買われ、東京自動車工業、日野重工業と移籍し重責を担うも、会社に介入してくる軍に反発したことから1943年（昭和18年）9月19日に召集令状を受け北支に出征し戦場で生死をさ迷う。
1946年（昭和21年）1月1日に日本へ帰還、同年園池製作所の社長をしていた内山直に請われて同社に入社、辻堂工場長となる。東京自動車工業時代に懇意にしていた日産自動車の村上正輔から開発途上であったオーバル・ギヤーを世に出すよう依頼され、1949年（昭和24年）5月10日、東京都品川区東大崎にオーバル機器工業を設立。オーバル歯車流量計の試作に成功し、日本最初の計量器製造事業所となる。現在同社は東証一部上場企業となっており、流量計をはじめとする流体計測機器の専業最大手である。
1962年藍綬褒章、1979年勲三等瑞宝章受章。